# John Mudge

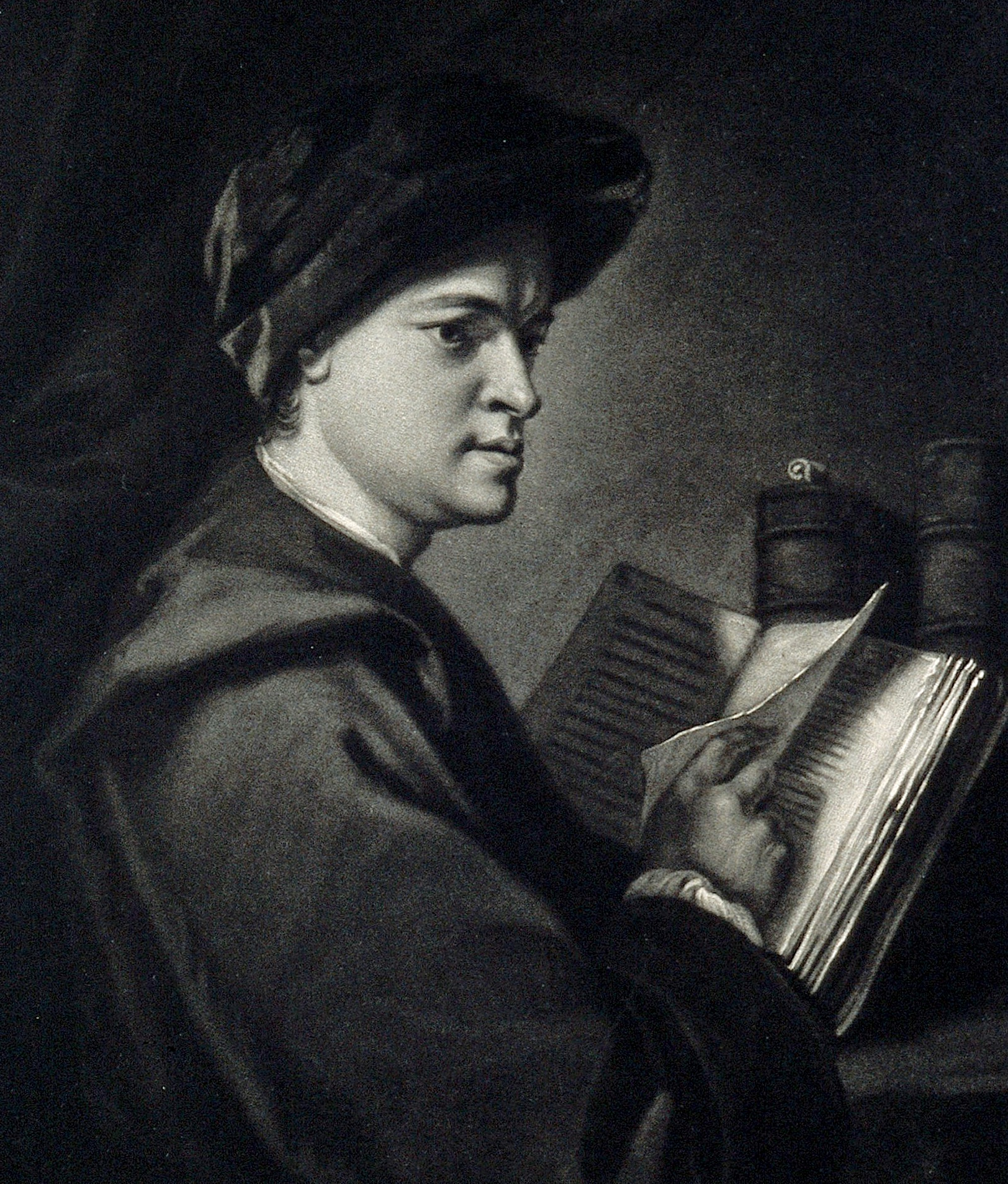
John Mudge

John Mudge (1721 – 26 maart 1793) was een Engels arts en amateur-ingenieur van telescoopspiegels.
Hij was de vierde en jongste zoon van Rev. Zachariah Mudge en diens eerste vrouw Mary Fox en werd geboren in Bideford, Devon.
Mudge maakte een lingot van een mix van ±380 gram tin en ±907 gram Zweeds koper. Een beetje tin verdampte daarbij en liet wat gaatjes achter. Vervolgens smolt hij het mengsel op een temperatuur lager dan het smeltpunt van koper en voegde er nog ±28 gram tin aan toe. De ontstane legering gebruikte hij als basisstof voor zijn spiegels.
Mudge werd in 1777 verkozen tot Fellow of the Royal Society. Hij won in hetzelfde jaar haar Copley Medal, voor een paper over wat beoordeeld werd als de beste legering voor spiegeltelescopen.